# Egon
Egon je mužské jméno pravděpodobně německého původu. V 19. století bylo jméno oblíbené mezi německou šlechtou. Jméno Egon se od pozdního středověku začalo využívat jako vedlejší forma jména Egino, tedy zkrácená jmenná forma, která má společnou vazbu -Egin-. Tato jména jsou zase odvozena od germánského -agi (= strach, vyplašení). V německém kalendáři má svátek 15. července.

## Slavní nositelé jména
- Egon Bahr – německý politik
- Egon Bondy – český básník
- Egon Erwin Kisch – český německy píšící žurnalista a spisovatel židovského původu
- Egon Krenz – východoněmecký politik
- Egon Lánský – český publicista
- Egon Hostovský – český prozaik, redaktor a novinář
- Egon Schiele – rakouský malíř
- Egon Schweidler – rakouský fyzik